# 旧長崎刑務所
旧長崎刑務所（きゅうながさきけいむしょ）は、長崎県諫早市において使われていた刑務所。赤レンガ造りで1992年まで使われていた。千葉、金沢、奈良、鹿児島の監獄とあわせて五大監獄と呼ばれていた。跡地には商業施設、住宅地や諌早幼稚園が存在する。

## アクセス
- 島原鉄道 本諫早駅から、徒歩10分。
- 長崎県営バス　農髙前バス停から徒歩1分。

## 周辺
- マックスバリュ諫早中央店
- ゲオ諫早店
- 長崎県立諫早農業高校
- 諫早市立諫早中学校
- 南諫早郵便局

## 沿革
- 1908年（明治41年）4月　旧北高来郡諫早村（諫早市野中町）に開設。
- 1922年（大正11年）10月　長崎刑務所に改称
- 1988年（昭和63年）4月　　移転計画決定
- 1992年（平成4年） 現在地（諫早市小川町）に移転。廃止。
- 2007年（平成19年）一部（正門など）を残して解体。